# Sebastes miniatus
Sebastes miniatus is een straalvinige vis uit de orde schorpioenvisachtigen (Scorpaeniformes). De soort komt voor in het oosten van de Grote Oceaan van Baja California tot Vancouver tussen de riffen op diepten van 15 - 274 meter. De vis kan een lengte bereiken van 91 centimeter en 6800 gram wegen. De vis kan een leeftijd van 60 jaar bereiken.